# Bejel
El bejel o sífilis endémica es una enfermedad crónica de la piel y otros tejidos, producida por la bacteria Treponema pallidum endemicus. Es una de las treponematosis endémicas, junto con el pian y la pinta.
Se le ha conocido en distintos lugares y épocas de distintas maneras. jovera en Zimbaue, belesh o bishel en Arabia Saudí o dichuchwa en Botsuana. Se cree que algunas enfermedades de la antigüedad serían formas ahora extintas de esta enfermedad, como la Sibbens en Inglaterra, la radesyge en Noruega durante el siglo XVIII y la skerljevo de Croacia en el siglo IX.

## Causa
La causa de esta enfermedad es la infección por la bacteria Treponema pallidum endemicum, que es morfológica y serológicamente idéntica a la bacteria que provoca la sífilis (Treponema pallidum pallidum). Sin embargo, a diferencia de esta última, la transmisión del bejel no es venérea, sino que se contrae por contacto directo de piel o mucosas, o a través de utensilios para beber.

## Cuadro clínico
El bejel se contrae principalmente en la niñez, y es una enfermedad crónica que afecta principalmente la piel, los huesos y el cartílago.
La lesión primaria se encuentra rara vez, por ser pequeña y encontrarse en la mucosa oral y orofaríngea.
Las manifestaciones secundarias incluyen parches mucosos (úlceras indoloras superficiales en la mucosa oral, labios y lengua), estomatitis angular, ronquera por laringitis sifilítica, dolor óseo por periostitis, y compromiso cutáneo (lesiones papulares, o de distinto tipo, o condilomas planos en las zonas húmedas de la piel).
Si la infección persiste, entra en fase latente y tras un período entre 6 meses y varios años aparecen las manifestaciones tardías de la enfermedad. Las lesiones en la piel desaparecen dejando cicatrices despigmentadas y aparecen lesiones tipo gomas en la piel, mucosas y huesos que se acaban convirtiendo en úlceras, que pueden ser muy destructivas, como en la rinofaringitis mutilante (o gangosa), similar a lo que ocurre con el pian. Otras manifestaciones tardías incluyen periostitis y cambios óseos, como la "tibia en sable" similares a los de la sífilis, daño neurológico, cardíaco y oftalmológico, e incluso aborto del segundo trimestre.

## Epidemiología
El bejel es propio de las áreas endémicas, de clima árido y seco, generalmente en áreas con hacinamiento y pobres condiciones de higiene, aunque se han registrado casos importados en países desarrollados. Los casos se reparten especialmente en el área conocida como Sahel, el borde sur del desierto del Sahara, en países como Burkina Faso, Malí, Niger o Senegal. 
En estos países la prevalencia es alta (hasta 20%), incluso igual a los niveles que había antes de las campañas de erradicación de la OMS en los años 40 y 50.

## Tratamiento
Para el tratamiento del bejel se recomienda el uso de una única inyección intramuscular de penicilina benzatina, mismo tratamiento que se utilizó en el pasado en las campañas de erradicación. Las dosis recomendadas son menores a las de la sífilis venérea, y son de 1.200.000 unidades para adultos y 600.000 unidades en los niños. Esta dosis asegura niveles de penicilina en la sangre suficientes para eliminar la bacteria durante 3 semanas, y previene en hasta cierto punto la reinfección durante ese período.
Se pueden usar otros antibióticos, como la azitromicina, que ha demostrado eficacia en el tratamiento del pian y también puede ser usado en el bejel o la pinta debido al parentesco entre estas enfermedades.